# Elandsbaai
Elandsbaai (Engels: Elands Bay) is een dorp met 1500 inwoners, in de Zuid-Afrikaanse provincie West-Kaap. Elandsbaai behoort tot de gemeente Cederberg dat onderdeel van het district Weskus is.

## Subplaatsen
Het nationaal instituut voor de statistiek, Stats SA, deelt sinds de census 2011 deze hoofdplaats in in zogenaamde subplaatsen (sub place), c.q. slechts één subplaats:
Elands Bay SP.